# Bellslea Park
Der Bellslea Park ist ein Fußballstadion in der schottischen Stadt Fraserburgh, Aberdeenshire, im Nordosten des Landes. Der Fußballverein FC Fraserburgh ist Eigentümer und seit 1910 Nutzer der Sportstätte. Die Kapazität der Anlage des Vereins aus der Highland Football League beträgt 3.000 Zuschauer.

## Geschichte
Das Stadion wurde 1909 eröffnet. Nach der Gründung des FC Fraserburgh im Jahr 1910 diente der zuvor als öffentlicher Park bekannte Bellslea Park als Spielstätte des Vereins. Das Eröffnungsspiel fand im Dezember 1909 zwischen Fraserburgh Thistle und Ellon United im Aberdeenshire Cup statt.
Die größte je erreichte Zuschauerzahl betrug 5.800, als im Bellslea Park im Februar 1954 in der zweiten Runde des Scottish FA Cup der heimische FC Fraserburgh gegen Heart of Midlothian spielte.